# Uptown Records
Uptown Records fue una casa discográfica estadounidense, fundada por Andre Harell avanzada la década de los 80, llegando a ser una de los sellos más populares del Hip Hop y el R&B a principios de los 90, donde concentraron artistas como Guy, Heavy D, Notorious B.I.G., Jodeci, Mary J. Blige, Monifah o Soul 4 Real.
Uptown supuso el comienzo de la carrera de Sean "Diddy" Combs, que empezó haciendo prácticas y llegando a ser, posteriormente, un gran ejecutivo. Combs fue fundamental para perfeccionar a Jodeci, además de firmar y producir a Mary J. Blige. Puffy fue despedido de Uptown en 1993, y fundó Bad Boy Records, llevándose un nuevo rapero consigo como The Notorious B.I.G.
El sello fue adquirido por MCA Records en 1990. Harell dejó Uptown en 1994 para llegar a ser el CEO of Motown Records, pasando Heavy D a ser el presidente de Uptown. En 1996, Uptown se disolvió y sus artistas se mudaron a MCA.
- Datos: Q2348254